# Silversköldarna
Silversköldarna är en essäsamling av Frans G. Bengtsson som utkom första gången 1931. Silversköldarna var ett av Alexander den stores elitregementen.

## Essäernas titlar
- Silversköldarna
- Indisk historia
- Froissart
- Ulysses S. Grant
- Doktor Dryasdusts vederdeloman
- Gobineau
- Konsten att stava
- Kapitlet om Jehu
- Egil Skallagrimsson på svenska
- Andréedramat
- En skald fyller år
- Vikingarna
- Danmarks ballader
- Hamlets förvandlingar
- Lassemaja och Lilja
- Om kärleksbrev

## Digitaliserad utgåva
- Silversköldarna och andra essayer. Stockholm: Bonnier. 1931. Libris td4kwjhpr61hnjn4. https://gupea.ub.gu.se/2077/84589